# Stan Lopata
Stanley Edward Lopata (ur. 12 września 1925, zm. 15 czerwca 2013) – amerykański baseballista polskiego pochodzenia.

## Życiorys
Urodził się w Delray, w stanie Michigan jako syn Antoniego i Agnieszki Łopata. Jego ojciec Antoni Łopata wyemigrował do USA w 1907 roku z Choczni, a matka (z domu Suchan) pochodziła z podkrakowskiego Kaszowa.  Stanley był najmłodszy z pięciorga rodzeństwa.
Był absolwentem Southwestern High School w Detroit.
W czasie II wojny światowej służył w Europie w wojskach pancernych (1943-1945). Za zasługi wojenne został odznaczony Brązową Gwiazdą i Purpurowym Sercem.
W 1947 roku poślubił Betty Kulczyk, z którą miał siedmioro dzieci.
Jako zawodnik Major League Baseball rozegrał w ciągu 13 lat profesjonalnej kariery (1948-1960) 853 spotkania jako łapacz w klubach: Philadelphia Phillies and Milwaukee Braves. Dwukrotnie wystąpił w Meczach Gwiazd Ligi w latach 1953 i 1957. Był pierwszym w historii profesjonalnej ligi łapaczem, który nosił okulary.
Za osiągnięcia sportowe został w 1988 przyjęty do Pennsylvania Sports Hall of Fame, a dziewięć lat później do Polsko-Amerykańskiej Narodowej Galerii Sław Sportu.
Po zakończeniu kariery sportowej mieszkał w Abington w Pensylwanii i pracował jako handlowiec (między innymi dla IBM).  Po przejściu na emeryturę przeprowadził się z żoną do Mesa w Arizonie. Zmarł w Filadelfii w wieku 87 lat.